# Julio Musimessi
Julio Elías Musimessi (ur. 9 lipca 1924; zm. 4 września 1996) – argentyński piłkarz, bramkarz. W literaturze można spotkać się z inną pisownią nazwiska: Mussimessi lub Mussimesi.

## Kariera
Urodzony w Corrientes Mussimessi rozpoczął karierę piłkarską w 1944 roku w klubie Newell’s Old Boys Rosario, w którym rozegrał 183 mecze, stając się bożyszczem miejscowych kibiców. W 1953 przeszedł do Boca Juniors, z którym w 1954 roku zdobył mistrzostwo Argentyny. W Boca Junors rozegrał łącznie 155 meczów.
Musimessi był podstawowym bramkarzem reprezentacji podczas turnieju Copa América 1955, gdzie Argentyna zdobyła mistrzostwo Ameryki Południowej. Zagrał we wszystkich pięciu meczach - z Paragwajem (stracił 3 bramki), Ekwadorem, Peru (stracił 2 bramki), Urugwajem (stracił 1 bramkę) i Chile. W meczu z Urugwajem obronił rzut karny, który egzekwował Oscar Omar Míguez.
Ponownie w mistrzostwach kontynentalnych wystąpił podczas turnieju Copa América 1956, gdzie Argentyna została wicemistrzem Ameryki Południowej. Musimessi zagrał we wszystkich pięciu meczach - z Peru (stracił 1 bramkę), Chile, Paragwajem, Brazylią (stracił 1 bramkę) i Urugwajem (stracił 1 bramkę).
Jako piłkarz klubu Boca Juniors wziął udział w finałach mistrzostw świata w 1958 roku, gdzie Argentyna odpadła już w fazie grupowej. Musimessi nie zagrał w żadnym meczu, gdyż podstawowym bramkarzem zespołu był Amadeo Carrizo.
Na zakończenie swej kariery grał w chilijskim klubie Green Cross Santiago. W reprezentacji Argentyny rozegrał w latach 1953-1958 14 meczów.
Musimessi znany był z tego, że w odróżnieniu od innych bramkarzy nie miał nakolanników. Drugą cechą były getry niedbale opuszczone na buty. Należał do bramkarzy, którzy nie czytali gry i nie potrafili przewidzieć rozwoju wypadków. Nadrabiał to niesamowitym refleksem, broniąc często uderzenia oddawane z odległości 3 metrów. Był ulubieńcem kibiców, gdyż nigdy się nie oszczędzał, bronił z poświęceniem każdej, nawet najbardziej beznadziejnej piłki.
Występy radiowe spowodowały, że Musimessi zyskał sobie przydomek El Arquero cantor (pol.śpiewający bramkarz). Płytę ze swoimi utworami zadedykował kibicom Boca Juniors. Po zakończeniu kariery założył bar w Morón.

## Sukcesy
| Sezon | Drużyna      | Tytuł                          |
| ----- | ------------ | ------------------------------ |
| 1954  | Boca Juniors | Mistrz Argentyny               |
| 1955  | Argentyna    | Mistrz Ameryki Południowej     |
| 1956  | Argentyna    | Wicemistrz Ameryki Południowej |
| 1958  | Boca Juniors | Wicemistrz Argentyny           |